# Полуга
Полуга је чврсти објекат који се користи за појачање силе примењене на други објект, уз употребу ослонца. Полуга је једна од 6 једноставних машина, којом се мала сила која делује на дужем путу, претвара у велику силу на краћем путу.
Полуге се користе кад је потребно имати велику силу на једном краћем крају полуге (на пример - за подизање тешког објекта), а једино мала сила је на располагању на другом дужем крају полуге.
Треба напоменути да се с тим не постиже „чаробно“ повећање расположиве енергије, јер производ (сила*пут) остаје исти.
Прво испитивање својстава полуге се приписује Архимеду, који је по сазнању свога открића, по легенди рекао: „Дајте ми тачку ослонца, и померићу Земљу“.
Полуга се налази у равнотежи када је разлика у моменту сила које дјелују на њу једнака нули. 
То значи да је {\displaystyle {F_{1}D_{1}}={F_{2}D_{2}}}.

## Историја
Најранији докази о механизму полуге датирају из древног Блиског истока од око 5000 година пре нове ере, када је први пут коришћен у једноставној балансној ваги. У старом Египту, око 4400. године пре нове ере, ножна педала је коришћена за најранији разбој са хоризонталним оквиром. У Месопотамији (модерни Ирак) око 3000. године пре нове ере, изумљен је шадуф, уређај налик крану који користи механизам полуге. У технологији старог Египта, радници су користили полугу за померање и подизање обелиска тежине више од 100 тона. То је видљиво из удубљења у великим блоковима и отвора за руковање који се нису могли користити ни у једну другу сврху осим за полуге.
Најранији преостали списи о полугама датирају из 3. века пре нове ере и дао их је грчки математичар Архимед, који је чувено рекао „Дај ми полугу довољно дугу и тачку ослонца на коју да је поставим, и померићу свет“.

## Сила и полуге
Полуга је греда повезана са земљом шарком, или стожером, која се назива упориште. Идеална полуга не расипа и не складишти енергију, што значи да нема трења у упоришту или савијања у греди. У овом случају, снага у полузи је једнака излазној снази, а однос излазне и улазне силе је дат односом растојања од тачке ослонца до тачака примене ових сила. Ово је познато као закон полуге.
Механичка предност полуге може се одредити узимањем у обзир равнотеже момената или обртног момента, T, око тачке ослонца. Ако је пређено растојање веће, онда се излазна сила смањује.
{\displaystyle {\begin{aligned}T_{1}&=F_{1}a,\quad \\T_{2}&=F_{2}b\!\end{aligned}}}
где је F1 улазна сила на полугу, а F2 излазна сила. Растојања a и b су окомите удаљености између сила и тачке ослонца.
Пошто импулси обртног момента морају бити избалансирани, {\displaystyle T_{1}=T_{2}\!}. So, {\displaystyle F_{1}a=F_{2}b\!}.
Механичка предност полуге је однос излазне и улазне силе.
{\displaystyle MA={\frac {F_{2}}{F_{1}}}={\frac {a}{b}}.\!}
Овај однос показује да се механичка предност може израчунати из односа растојања од тачке ослонца до места где се улазне и излазне силе примењују на полугу, уз претпоставку да нема губитака услед трења, флексибилности или хабања. Ово остаје тачно иако се „хоризонтално” растојање (управно на привлачење гравитације) и a и b се мењају (смањују) како се полуга мења у било који положај даље од хоризонтале.

## Класификација полуга
Полуге се класификују према релативним позицијама упоришта, напора и отпора (или оптерећења). Уобичајено је да се улазна сила зове напор, а излазна сила оптерећење или отпор. Ово омогућава идентификацију три класе полуга према релативним локацијама упоришта, отпора и напора:
- Класа I – Упориште између напора и отпора: Напор се примењује на једној страни упоришта, а отпор (или оптерећење) на другој страни, на пример, клацкалица, пајсер или маказе, балансна вага, кесер. Механичка предност може бити већа од, мања или једнака 1.
- Класа II – Отпор (или оптерећење) између напора и тачке ослонца: Напор се примењује на једној страни отпора, а тачка ослонца се налази на другој страни, нпр. у колицима, крцкалици за орашасте плодове, отварачу за флаше или папучици кочнице аутомобила. Рука оптерећења је мања од руке напора, а механичка предност је увек већа од 1. Такође се назива полуга за множење силе.
- Класа III – Напор између упоришта и отпора: Отпор (или оптерећење) је на једној страни напора, а упориште се налази на другој страни, на пример, пинцета, чекић, клешта, штап за пецање, или мандибула људске лобање. Секција напора је мања од секције оптерећење. Механичка предност је увек мања од 1. Назива се и полугом за уммножење брзине.

Ови случајеви су описани мнемоничким fre 123 где је f упориште између r и e за полугу 1. класе, r отпор је између f и e за полугу 2. класе, а напор e између f и r за полугу 3. класе класа полуга.

## Закон полуге
Полуга је покретна шипка која се окреће на ослонцу причвршћеном за фиксну тачку. Полуга делује применом сила на различитим растојањима од тачке ослонца, односно осовине.
Како се полуга ротира око тачке ослонца, тачке које су даље од ове тачке померају се брже од тачака ближе осовини. Према томе, сила примењена на тачку која је удаљенија од осовине мора бити мања од силе која се налази у тачки која је ближа, јер је снага производ силе и брзине.
Ако су a и b растојања од упоришта до тачака A и B и сила FA примењена на A је улаз, а сила FB примењена на B је излаз, однос брзина тачака A и B је дат са a/b, тако да имамо однос излазне силе према улазној сили, или механичку предност, дату је са:
{\displaystyle MA={\frac {F_{B}}{F_{A}}}={\frac {a}{b}}.}
Ово је закон полуге, који је Архимед доказао користећи геометријско расуђивање. Показује да ако је растојање a од тачке ослонца до места где се примењује улазна сила (тачка A) веће од растојања b од тачке ослонца до места где се примењује излазна сила (тачка B), онда полуга појачава улазну силу. С друге стране, ако је растојање a од тачке ослонца до улазне силе мање од растојања b од тачке ослонца до излазне силе, тада полуга смањује улазну силу.
Употреба брзине у статичкој анализи полуге је примена принципа виртуелног рада.

## Виртуелни рад и закон полуге
Полуга је моделована као крута шипка повезана са уземљеним оквиром помоћу зглобног зглоба који се назива упориште. Полуга се покреће применом улазне силе FAу тачки A која се налази поред координатног вектора rA на шипки. Полуга тада врши излазну силу FB у тачки B која се налази на rB. Ротација полуге око упоришта P је дефинисана углом ротације θ у радијанима.
Нека је координатни вектор тачке P која дефинише упориште rP и уведите дужине
{\displaystyle a=|\mathbf {r} _{A}-\mathbf {r} _{P}|,\quad b=|\mathbf {r} _{B}-\mathbf {r} _{P}|,}
које су растојања од тачке ослонца до улазне тачке A и до излазне тачке B.
Сада уведите јединичне векторе eA и eB од тачке ослонца до тачке A и B, дакле
{\displaystyle \mathbf {r} _{A}-\mathbf {r} _{P}=a\mathbf {e} _{A},\quad \mathbf {r} _{B}-\mathbf {r} _{P}=b\mathbf {e} _{B}.}
Брзина тачака A и B добија се као
{\displaystyle \mathbf {v} _{A}={\dot {\theta }}a\mathbf {e} _{A}^{\perp },\quad \mathbf {v} _{B}={\dot {\theta }}b\mathbf {e} _{B}^{\perp },}
где су eA⊥ и eB⊥ јединични вектори окомити на eA и eB.
Угао θ је генерализована координата која дефинише конфигурацију полуге, а генерализована сила повезана са овом координатом је дата са
{\displaystyle F_{\theta }=\mathbf {F} _{A}\cdot {\frac {\partial \mathbf {v} _{A}}{\partial {\dot {\theta }}}}-\mathbf {F} _{B}\cdot {\frac {\partial \mathbf {v} _{B}}{\partial {\dot {\theta }}}}=a(\mathbf {F} _{A}\cdot \mathbf {e} _{A}^{\perp })-b(\mathbf {F} _{B}\cdot \mathbf {e} _{B}^{\perp })=aF_{A}-bF_{B},}
где су FA и FB компоненте сила које су управне на радијалне сегменте PA и PB. Принцип виртуелног рада каже да је у равнотежи генерализована сила нула, тј
{\displaystyle F_{\theta }=aF_{A}-bF_{B}=0.\,\!}
Тако се добија однос излазне силе FB и улазне силе FA као
{\displaystyle MA={\frac {F_{B}}{F_{A}}}={\frac {a}{b}},}
што је механичка предност полуге.
Ова једначина показује да ако је растојање a од тачке ослонца до тачке A где се примењује улазна сила веће од растојања b од тачке упоришта до тачке B где се примењује излазна сила, тада полуга појачава улазну силу. Ако је тачно супротно да је растојање од тачке ослонца до улазне тачке A мање него од тачке ослонца до излазне тачке B, тада полуга смањује величину улазне силе.

## Примери полуге
- клацкалица
- катапулт
- полуга за одваљивање („пајсер“)
- весло
- маказе
- крцкалица за орахе